# Marie Joseph Louis Dominique de Castelli
Marie-Joseph-Louis-Dominique de Castelli, né le 24 mars 1856 à Yssingeaux, en Haute-Loire et décédé le 25 février 1933 à Saint-Gervais-les-Trois-Clochers, est un général de division français dont le nom est associé à la Première Guerre mondiale.

## Biographie
Fils de Joseph de Castelli, conseiller à la cour d'appel de Riom, et de Mathilde du Crozet, il est élève de l'École spéciale militaire de Saint-Cyr.
Marié à Berthe Marteau, fille de Louis-Albert Marteau, adjoint au maire d'Ingrandes, nièce du comte Adrien Creuzé et petite-nièce d'Alexandre Goüin, il est le père de l'avocat Robert de Castelli, mort pour la France en 1918, et le beau-père du colonel Joseph Boudet.

### Grades
- 24 septembre 1907 : général de brigade
- 22 juin 1912 : général de division

### Décorations
- Légion d'honneur : Chevalier (10 juillet 1894), Officier (30 décembre 1908), Commandeur (11 juillet 1914)
- Médaille interalliée 1914-1918
- Médaille commémorative de la Grande Guerre
- Chevalier de l'ordre de Léopold ( Belgique)
- Officier du Nichan Iftikhar ( Tunisie)

### Postes
- 20 juin 1907 : commandant de la 8e Brigade de Dragons
- 22 décembre 1907 : adjoint au commandant supérieur de la défense des places du groupe de Verdun et gouverneur de Verdun et commandant de la subdivision de région de Verdun
- 24 septembre 1908 : commandant de la 34e Brigade d'Infanterie et des subdivisions de région de Parthenay et de Poitiers.
- 22 juin 1912 : commandant de la  24e Division d'Infanterie et des subdivisions de région de Périgueux, de Bergerac, de Brive et de Tulle
- 24 avril 1914 : commandant du  8e Corps d'Armée
- 14 octobre 1914 : mis en disponibilité
- 18 novembre 1914 : placé dans la section de réserve

## Publications
- Révision du Règlement du 3 décembre 1904 sur les manœuvres de l'infanterie (1912)
- Études de stratégie et de tactique générale. Préface de M. le général de Lacroix (1913)
- Heures perdues: poesies (1924)
- Gyptis ; Sonnets ; Simonetta ou les entretiens de Florence (1926)
- Poésies variées (1927)
- Cinq journées au 8e corps. 1914. Souvenirs de guerre. Avec 5 croquis hors-texte (1930)
- Jacques de Grailly, 1884-1911. Discours de MM. le colonel Hirschauer, le commandant de Brantes, les généraux Montaudon et de Castelli.

## Pour approfondir